# Lista de voos suborbitais tripulados
As listas abaixo contém voos suborbitais que atingiram tanto 100 km (reconhecido pela FAI) quanto 80 km (reconhecido pelos EUA).

## Lista

#### 100 km
Voos acima de, pelo menos, 100km de altitude, de acordo com a definição da Federação Aeronáutica Internacional sobre o limite entre a Terra e o espaço. Ver também: Crewed sub-orbital spaceflights.
| Nº | Lançamento              | Aterrissagem Amerissagem | Duração         | Insígnia Espaçonave | Missão        | Nave                    | Local de lançamento      | Local de aterrissagem amerissagem | Tripulação | Ref.              |
| -- | ----------------------- | ------------------------ | --------------- | ------------------- | ------------- | ----------------------- | ------------------------ | --------------------------------- | ---------- | ----------------- |
| 1  | 05.05.1961 14:34:13 UTC | 05.05.1961 14:49:35 UTC  | 15m 22s         |                     | Mercury 3     | Mercury No. 7           | Cabo Canaveral LC-5 [en] | Atlântico Norte                   |            | [ 2 ] [ 3 ]       |
| 1  | 63 anos                 | 63 anos                  | 15m 22s         | NASA                |               | Mercury No. 7           | Cabo Canaveral LC-5 [en] | Atlântico Norte                   |            | [ 2 ] [ 3 ]       |
| 2  | 21.07.1961 12:20:36 UTC | 21.07.1961 12:36:13 UTC  | 15m 37s         |                     | Mercury 4     | Mercury No. 11          | Cabo Canaveral LC-5 [en] | Atlântico Norte                   |            | [ 4 ] [ 3 ]       |
| 2  | 63 anos                 | 63 anos                  | 15m 37s         | NASA                |               | Mercury No. 11          | Cabo Canaveral LC-5 [en] | Atlântico Norte                   |            | [ 4 ] [ 3 ]       |
| 3  | 19.07.1963 18:20 UTC    | 19.07.1963 18:31 UTC     | 11m 24,9sec     |                     | X-15 F90 [en] | X-15 #3                 | Balls 8 Edwards          | Rogers Dry Lake [en] Edwards      |            | [ 5 ] [ 3 ]       |
| 3  | 61 anos                 | 61 anos                  | 11m 24,9sec     | FAEU/NASA           |               | X-15 #3                 | Balls 8 Edwards          | Rogers Dry Lake [en] Edwards      |            | [ 5 ] [ 3 ]       |
| 4  | 22.08.1963 18:06 UTC    | 22.08.1963 18:17 UTC     | 11m 08,6sec     |                     | X-15 F91 [en] | X-15 #3                 | NB-52A #52-003, Edwards  | Rogers Dry Lake [en] Edwards      |            | [ 6 ] [ 3 ]       |
| 4  | 61 anos                 | 61 anos                  | 11m 08,6sec     | FAEU/NASA           |               | X-15 #3                 | NB-52A #52-003, Edwards  | Rogers Dry Lake [en] Edwards      |            | [ 6 ] [ 3 ]       |
| 5  | 05.04.1975 11:04:54 UTC | 05.04.1975 11:26:21 UTC  | 21m 27s         |                     | Soyuz 18a     | Soyuz 7K-T 11F615A8 #39 | Baikonur 1/5             | Cazaquistão                       |            | [ 7 ] [ 3 ] [ 8 ] |
| 5  | 49 anos                 | 49 anos                  | 21m 27s         | RVSN                |               | Soyuz 7K-T 11F615A8 #39 | Baikonur 1/5             | Cazaquistão                       |            | [ 7 ] [ 3 ] [ 8 ] |
| 6  | 21.06.2004 22:47 UTC    | 22.06.2004 00:11 UTC     | 1h 24m          |                     | SSO15P [en]   | SpaceShipOne            | White Knight Mojave      | Mojave                            |            | [ 9 ] [ 3 ]       |
| 6  | 20 anos                 | 20 anos                  | 1h 24m          | Scaled Composites   |               | SpaceShipOne            | White Knight Mojave      | Mojave                            |            | [ 9 ] [ 3 ]       |
| 7  | 29.09.2004 23:12 UTC    | 30.09.2004 00:36 UTC     | 1h 24m          |                     | SSO16P [en]   | SpaceShipOne            | White Knight Mojave      | Mojave                            |            | [ 10 ] [ 3 ]      |
| 7  | 20 anos                 | 20 anos                  | 1h 24m          | Scaled Composites   |               | SpaceShipOne            | White Knight Mojave      | Mojave                            |            | [ 10 ] [ 3 ]      |
| 8  | 04.10.2004 22:49 UTC    | 05.10.2004 00:13 UTC     | 1h 24m          |                     | SSO17P [en]   | SpaceShipOne            | White Knight Mojave      | Mojave                            |            | [ 11 ] [ 3 ]      |
| 8  | 20 anos                 | 20 anos                  | 1h 24m          | Scaled Composites   |               | SpaceShipOne            | White Knight Mojave      | Mojave                            |            | [ 11 ] [ 3 ]      |
| 9  | 20.07.2021 13:11 UTC    | 20.07.2021 13:21 UTC     | 10m11s          |                     | NS-16         | RSS First Step          | Corn Ranch               | Corn Ranch                        |            | [ 3 ]             |
| 9  | 3 anos                  | 3 anos                   | 10m11s          | Blue Origin         |               | RSS First Step          | Corn Ranch               | Corn Ranch                        |            | [ 3 ]             |
| 10 | 13.10.2021              | 13.10.2021               | 10m09s          |                     | NS-18         | RSS First Step          | Corn Ranch               | Corn Ranch                        |            | [ 3 ] [ 12 ]      |
| 10 | 3 anos                  | 3 anos                   | 10m09s          | Blue Origin         |               | RSS First Step          | Corn Ranch               | Corn Ranch                        |            | [ 3 ] [ 12 ]      |
| 10 | 11.12.2021              | 11.12.2021               |                 |                     | NS-19 [en]    | RSS First Step          | Corn Ranch               | Corn Ranch                        |            | [ 3 ]             |
| 10 | 3 anos                  | 3 anos                   | Blue Origin     |                     |               | RSS First Step          | Corn Ranch               | Corn Ranch                        |            | [ 3 ]             |
| 11 | 31.03.2022 13:58:02 UTC | 31.03.2022               | 0:00:09:57      |                     | NS-20 [en]    | RSS First Step          | Corn Ranch               | Corn Ranch                        |            | [ 13 ]            |
| 11 | 2 anos                  | 2 anos                   | 0:00:09:57      | Blue Origin         |               | RSS First Step          | Corn Ranch               | Corn Ranch                        |            | [ 13 ]            |
| 12 | 04.06.2022 13:25:02 UTC | 04.06.2022 13:35:07 UTC  | 10 min 5.53 sec |                     | NS-21         | RSS First Step          | Corn Ranch               | Corn Ranch                        |            | [ 14 ]            |
| 12 | 2 anos                  | 2 anos                   | 10 min 5.53 sec | Blue Origin         |               | RSS First Step          | Corn Ranch               | Corn Ranch                        |            | [ 14 ]            |
| 13 | 2022.08.04 13:56:14     | 2022.08.04               | 10m13s          |                     | NS-22         | RSS First Step          | Corn Ranch               | Corn Ranch                        |            | [ 13 ]            |
| 13 | 2 anos                  | 2 anos                   | 10m13s          | Blue Origin         |               | RSS First Step          | Corn Ranch               | Corn Ranch                        |            | [ 13 ]            |

Legenda:
     Missões relacionadas com turismo espacial.

#### Abaixo de 100 km
Considerados voos espaciais de acordo com a legislação dos Estados Unidos.
| Nº | Lançamento              | Aterrissagem            | Duração   | Altitude | Missão          | Nave                    | Local de lançamento | Local de aterrissagem   | Tripulação | Ref.                |
| -- | ----------------------- | ----------------------- | --------- | -------- | --------------- | ----------------------- | ------------------- | ----------------------- | ---------- | ------------------- |
| 1  | 17.07.1962 17:30 UTC    | 17.07.1962 17:41 UTC    | 10m 20,7s | 95,9 km  | X-15 F62 [en]   | X-15                    | B-52                | Edwards                 |            | [ 16 ] [ 17 ] [ 3 ] |
| 1  | 62 anos                 | 62 anos                 | 10m 20,7s | 95,9 km  | FAEU            | X-15                    | B-52                | Edwards                 |            | [ 16 ] [ 17 ] [ 3 ] |
| 2  | 17.01.1963 18:59 UTC    | 17.01.1963 19:09 UTC    | 9m 23,0s  | 82,8 km  | X-15 F77 [en]   | X-15                    | B-52                | Rogers Dry Lake [en]    |            | [ 18 ] [ 19 ] [ 3 ] |
| 2  | 62 anos                 | 62 anos                 | 9m 23,0s  | 82,8 km  | FAEU            | X-15                    | B-52                | Rogers Dry Lake [en]    |            | [ 18 ] [ 19 ] [ 3 ] |
| 3  | 27.06.1963 17:56:03 UTC | 27.06.1963 18:06 UTC    | 10m 28,1s | 86,9 km  | X-15 F87 [en]   | X-15                    | B-52                | Rogers Dry Lake [en]    |            | [ 20 ] [ 21 ] [ 3 ] |
| 3  | 61 anos                 | 61 anos                 | 10m 28,1s | 86,9 km  | FAEU            | X-15                    | B-52                | Rogers Dry Lake [en]    |            | [ 20 ] [ 21 ] [ 3 ] |
| 4  | 29.06.1965 18:21 UTC    | 29.06.1965 18:32 UTC    | 10m 32,3s | 85,5 km  | X-15 138 [en]   | X-15                    | B-52                | Rogers Dry Lake [en]    |            | [ 22 ] [ 23 ] [ 3 ] |
| 4  | 59 anos                 | 59 anos                 | 10m 32,3s | 85,5 km  | FAEU            | X-15                    | B-52                | Rogers Dry Lake [en]    |            | [ 22 ] [ 23 ] [ 3 ] |
| 5  | 10.08.1965 19:24 UTC    | 10.08.1965 19:34 UTC    | 9m 51,8s  | 85,6 km  | X-15 143 [en]   | X-15                    | B-52                | Rogers Dry Lake [en]    |            | [ 24 ] [ 25 ] [ 3 ] |
| 5  | 59 anos                 | 59 anos                 | 9m 51,8s  | 85,6 km  | FAEU            | X-15                    | B-52                | Rogers Dry Lake [en]    |            | [ 24 ] [ 25 ] [ 3 ] |
| 6  | 28.09.1965 18:08 UTC    | 28.09.1965 18:20 UTC    | 11m 56,8s | 90,1 km  | X-15 150 [en]   | X-15                    | B-52                | Rogers Dry Lake [en]    |            | [ 26 ] [ 27 ] [ 3 ] |
| 6  | 59 anos                 | 59 anos                 | 11m 56,8s | 90,1 km  | FAEU            | X-15                    | B-52                | Rogers Dry Lake [en]    |            | [ 26 ] [ 27 ] [ 3 ] |
| 7  | 14.10.1965 20:47 UTC    | 14.10.1965 10:56 UTC    | 9m 18,1s  | 81,2 km  | X-15 153 [en]   | X-15                    | B-52                | Rogers Dry Lake [en]    |            | [ 28 ] [ 29 ] [ 3 ] |
| 7  | 59 anos                 | 59 anos                 | 9m 18,1s  | 81,2 km  | FAEU            | X-15                    | B-52                | Rogers Dry Lake [en]    |            | [ 28 ] [ 29 ] [ 3 ] |
| 8  | 01.11.1966 21:24 UTC    | 01.11.1966 21:35 UTC    | 10m 43,5s | 93,5 km  | X-15 174 [en]   | X-15                    | B-52                | Rogers Dry Lake [en]    |            | [ 30 ] [ 31 ] [ 3 ] |
| 8  | 58 anos                 | 58 anos                 | 10m 43,5s | 93,5 km  | FAEU            | X-15                    | B-52                | Rogers Dry Lake [en]    |            | [ 30 ] [ 31 ] [ 3 ] |
| 9  | 17.10.1967 17:40 UTC    | 17.10.1967 17:50 UTC    | 10m 06,4s | 85,5 km  | X-15 190 [en]   | X-15                    | B-52                | Rogers Dry Lake [en]    |            | [ 32 ] [ 33 ] [ 3 ] |
| 9  | 57 anos                 | 57 anos                 | 10m 06,4s | 85,5 km  | FAEU            | X-15                    | B-52                | Rogers Dry Lake [en]    |            | [ 32 ] [ 33 ] [ 3 ] |
| 10 | 15.11.1967 18:30 UTC    | 15.11.1967 18:34 UTC    | 4m 51,4s  | 81,1 km  | X-15 191 [en]   | X-15 56-6672            | Balls 8             | Próximo de Johannesburg |            | [ 34 ] [ 33 ] [ 3 ] |
| 10 | 57 anos                 | 57 anos                 | 4m 51,4s  | 81,1 km  | FAEU            | X-15 56-6672            | Balls 8             | Próximo de Johannesburg |            | [ 34 ] [ 33 ] [ 3 ] |
| 11 | 21.08.1968 17:05 UTC    | 21.08.1968 17:14 UTC    | 9m 23,0s  | 81,5 km  | X-15 197 [en]   | X-15                    | B-52                | Rogers Dry Lake [en]    |            | [ 35 ] [ 36 ] [ 3 ] |
| 11 | 56 anos                 | 56 anos                 | 9m 23,0s  | 81,5 km  | FAEU            | X-15                    | B-52                | Rogers Dry Lake [en]    |            | [ 35 ] [ 36 ] [ 3 ] |
| 12 | 11.10.2018 08:40:15 UTC | 11.10.2018 08:59:56 UTC | 19m 40s   | 90,3 km  | Soyuz MS-10     | Soyuz MS 11F732A48 #740 | Baikonur 1/5        | Distrito de Ulytau      |            | [ 37 ] [ 3 ]        |
| 12 | 6 anos                  | 6 anos                  | 19m 40s   | 90,3 km  | CEAER           | Soyuz MS 11F732A48 #740 | Baikonur 1/5        | Distrito de Ulytau      |            | [ 37 ] [ 3 ]        |
| 13 | 13.12.2018 15:59:03 UTC | 13.12.2018 16:18 UTC    | 19m 41s   | 80,47 km | VP-03           | VSS Unity               | Mojave              | Mojave                  |            | [ 38 ] [ 3 ]        |
| 13 | 6 anos                  | 6 anos                  | 19m 41s   | 80,47 km | Virgin Galactic | VSS Unity               | Mojave              | Mojave                  |            | [ 38 ] [ 3 ]        |
| 14 | 22.02.2019 16:57 UTC    | 22.02.2019 27:23 UTC    | 1h, 1m    | 89,9 km  | VF-01           | VSS Unity               | Mojave              | Mojave                  |            | [ 39 ] [ 3 ]        |
| 14 | 6 anos                  | 6 anos                  | 1h, 1m    | 89,9 km  | Virgin Galactic | VSS Unity               | Mojave              | Mojave                  |            | [ 39 ] [ 3 ]        |
| 15 | 22.05.2021 15:26 UTC    | 22.05.2021              | 14m?      | 89,2 km  | Unity 21 [en]   | VSS Unity               | Spaceport America   | Spaceport America       |            | [ 3 ]               |
| 15 | 3 ano(s)                | 3 ano(s)                | 14m?      | 89,2 km  | Virgin Galactic | VSS Unity               | Spaceport America   | Spaceport America       |            | [ 3 ]               |
| 16 | 11.06.2021 15:25 UTC    | 11.06.2021              | 14m19s?   | 86,2 km  | Unity22         | VSS Unity               | Spaceport America   | Spaceport America       |            | [ 3 ]               |
| 16 | 3 ano(s)                | 3 ano(s)                | 14m19s?   | 86,2 km  | Virgin Galactic | VSS Unity               | Spaceport America   | Spaceport America       |            | [ 3 ]               |
| 17 | 25.05.2023              | 25.05.2023              |           |          | Unity25         | VSS Unity               | Spaceport America   | Spaceport America       | [ 13 ]     |                     |

Legenda:
     Missões que resultaram em fatalidades.
     Missões relacionadas com turismo espacial.